# Сьома династія єгипетських фараонів
Згідно з царським списком Манефона, до епохи Старого/Стародавнього царства належало також правління так званої VII династії — «сімнадцяти царів Мемфіса, які правили 70 днів». Династію цю часто вважають помилковою і незаконною, і саме звідси вийшло твердження, що після VI династії (близько 2157–2155 рр. до н. е.) настав час  смут.